# Jean Duffau
Jean Duffau est un homme politique français né le 24 février 1854 à Fieux (Lot-et-Garonne) et décédé le 24 mai 1939 à Fieux.

## Biographie
Notaire, il est maire de Moncrabeau, conseiller général du canton de Francescas et député de Lot-et-Garonne de 1910 à 1914, inscrit au groupe de la Gauche radicale.

## Sources
- « Jean Duffau », dans le Dictionnaire des parlementaires français (1889-1940), sous la direction de Jean Jolly, PUF, 1960 [détail de l’édition]